# Pythagoraea
Pythagoraea là một chi bướm đêm thuộc họ Crambidae.